# Ben Jonson
Benjamin Jonson (Westminster, c. 11 de junio de 1572-Londres, 6 de agosto de 1637) fue un dramaturgo, poeta y actor inglés del periodo isabelino. Sus obras más conocidas son Volpone además de sus poemas líricos. Generalmente es considerado como «el segundo dramaturgo en importancia, tras William Shakespeare, durante el reinado de Jacobo I».
Jonson leía mucho y tenía un apetito aparentemente insaciable por la controversia. Tuvo una influencia tal en los dramaturgos y poetas de las épocas jacobina y carolina sobre la que no cabe paralelismo posible.

## Biografía

### Primeros años
Aunque nació en Westminster, Londres, Jonson afirmaba que su familia provenía de la frontera escocesa, lo que parece ser avalado por el hecho de que el escudo de armas de su familia contiene tres husos o rombos, algo que comparte con el de otra familia de la frontera, los Johnston de Annandale. Su padre murió un mes antes de que naciera Ben, y su madre se volvió a casar dos años después, con un maestro albañil. Jonson fue a la escuela de la calle Martin's Lane, y fue enviado más tarde a la Westminster School, donde uno de sus profesores fue William Camden. Jonson continuaría el trato con Camden, cuya cultura influyó evidentemente en su estilo hasta la muerte del segundo en 1623. Al finalizar se creía que Jonson asistiría a la Universidad de Cambridge, pero él mismo diría que no fue a la universidad, sino que fue puesto a trabajar inmediatamente: una leyenda archivada por Fuller indica que trabajó en la construcción de una pared en Lincoln's Inn. Jonson se cansó pronto del oficio y se marchó durante un tiempo a los Países Bajos como voluntario en el regimiento de Francis Vere. En esta etapa Jonson afirma que quitó sus armas a un oponente y le mató en una lucha cuerpo a cuerpo. Dado que la guerra estaba ya llegando a su fin mientras estuvo de servicio, parece que ésta fue toda su experiencia de combate. 
Ben Jonson se casó alrededor de 1594 con una mujer a la que describió a Drummond como «una fiera, sin embargo honesta». No se ha identificado de forma definitiva a esta mujer, aunque parece que fue la Ann Lewis que se casó con un Benjamin Jonson en la iglesia de St Magnus-the-Martyr, cerca del Puente de Londres. Los registros de la iglesia de St. Martin revelan que su hija mayor, Mary, murió en noviembre de 1593, a los seis meses de nacer. Su hijo mayor, Benjamin, murió en la plaga de la siguiente década, el epitafio de Jonson a su hijo, On My First Sonne fue escrito poco después. Un segundo Benjamin murió en 1635. Durante cinco años, en algún momento de este periodo, Jonson vivió separado de su esposa, disfrutando de la hospitalidad del Duque de Lennox.
En 1597, después de que se prohibiera la representación de The Isle of Dogs (coescrita con Thomas Nashe), Jonson fue encarcelado por un breve tiempo en la prisión de Marshalsea, mientras que Nashe consiguió escapar. Un año después Jonson fue encarcelado nuevamente en la prisión de Newgate por matar a otro hombre, el actor Gabriel Spenser, durante un duelo el 22 de septiembre de 1598 en Hogsden Fields.: 255  Mientras estuvo en prisión era frecuentemente visitado por un párroco católico y se convirtió al catolicismo. Acusado de homicidio, Jonson se declaró culpable, pero fue puesto en libertad tras alegar el «beneficio de clérigo» (una estratagema legal propia del derecho inglés que consistía en una indulgencia recibida al que probare su capacidad de leer la biblia en latín, normalmente mediante la recitación del Miserere), aunque perdiendo el derecho a sus bienes y siendo marcado en su pulgar izquierdo.

### La ascendencia de Ben Jonson
Jonson prosperó como dramaturgo durante la primera década (aproximadamente) del reinado de Jacobo I; para 1616, ya había producido todas las obras sobre las que su reputación como dramaturgo dependía. Estas incluyen la tragedia de Catiline (1611), la cual consiguió solo un éxito limitado, y las comedias Volpone, (representada en 1605 e impresa en 1607), Epicoene, or the Silent Woman (1609), El alquimista (1610), Bartholomew Fair (1614) y The Devil is an Ass (1616). El alquimista y Volpone parecen haber sido un éxito desde el principio. Sobre Epicoene, Jonson habló a Drummond sobre un verso satírico que decía que el subtítulo de la obra había sido adecuada, pues nadie aplaudió en la representación. Aun así, Epicoene, así como Bartholomew Fair y, aunque en menor medida, The Devil is an Ass han ganado en la actualidad cierto grado de reconocimiento. 
Al mismo tiempo, Jonson persiguió una carrera como autor de mascaradas para la corte del rey. The Entertainment at Althorp (1603) y The Masque of Blackness (1605) son solo dos ejemplos de las más de dos docenas de mascaradas que escribió para el rey Jacobo y para la reina Ana; la última de éstas fue elogiada por Swinburne como un ejemplo consumado de ese género ya extinto que mezclaba el diálogo con el baile y el espectáculo. En muchos de estos proyectos colaboró, y no siempre pacíficamente con el diseñador Íñigo Jones. Quizás como resultado de esta nueva carrera, Jonson dejó de escribir obras para los teatro públicos durante una década. 
En 1616 recibió una pensión de 100 marcos al año (60 £), lo que ha llevado a muchos a identificarle como el primer poeta laureado. Este símbolo del favor real pudo haberle animado a publicar el primer volumen con la colección de sus folios ese mismo año. Otros volúmenes siguieron en 1640, 1641 y 1692. 
En 1618 Ben Jonson marchó a pie hacia su Escocia ancestral. Vivió durante un año allí, gozando de la hospitalidad del poeta William Drummond de Hawthornden. Drummond procedió a trascribir en su diario todo lo que pudo de sus conversaciones con Jonson, lo que ha dejado como legado el conocimiento de algunos aspectos de la personalidad del dramaturgo que de otra manera no podrían ser apreciados. Jonson despachaba sus opiniones, en este lacónico informe de Drummond, de forma comunicativa e incluso magisterial. En el postscriptum de Drummond se le describe como «un gran amante y admirador de sí mismo, y hábil en condenar y desdeñar a los otros».
Mientras estuvo en Escocia se le hizo ciudadano honorario de la ciudad de Edimburgo. Cuando regresó a Inglaterra se le otorgó un máster honorario en artes por la Universidad de Oxford. El periodo entre 1605 y 1620 puede apreciarse como el del mayor apogeo de Jonson. Además de su popularidad en los escenarios y en el royal hall, disfrutó del mecenazgo de aristócratas como Elizabeth Sidney, hija de Philip Sidney y Lady Mary Wroth. La conexión con la familia Sidney le dio el ímpetu para uno de los poemas más famosos de Jonson, To Penshurst.

### Caída y muerte
A partir de 1620 Jonson comenzó a declinar lenta y progresivamente. Era todavía muy conocido, de hecho a esta época pertenecen los Hijos de Ben o «Tribu de Ben», aquellos jóvenes poetas como Robert Herrick, Richard Lovelace, o Sir John Suckling que escribían sus versos bajo la influencia de Jonson. Sin embargo, una serie de contratiempos agotaron sus fuerzas y dañaron su reputación. 
Jonson volvió entonces a escribir teatro, pero estas obras no se consideran de lo mejor de su creación, aunque pueden resultar de interés para estudiar la Inglaterra de la época. The Staple of News, por ejemplo, ofrece una visión remarcable de las primeras etapas del periodismo inglés. La acogida de la obra fue bastante indiferente, pero nada comparado con el fracaso de The New Inn, que impulsó a Jonson a componer un poema condenado a su público Oda a mí mismo, que a su vez provocó a Thomas Carew, uno de la «Tribu de Ben», a responder con un poema en el que insta a Jonson a reconocer su propio ocaso (MacLean, 88). 
Su biblioteca ardió en 1623, lo que fue un severo golpe para Jonson, como muestra su Execration against Vulcan. En 1628 se convirtió en cronista de la ciudad de Londres, sucediendo a Thomas Middleton; aunque aceptó el salario, no hizo mucho trabajo para la oficina. Ese mismo año sufrió un pequeño infarto que le debilitó considerablemente, y la posición acabó convirtiéndose en una sinecura. Durante sus últimos años precisó de una asignación otorgada por su gran amigo y patrón William Cavendish, Duque de Newcastle.
El principal factor del progresivo eclipse de Jonson fue, sin embargo, la muerte de James y la ascensión al trono de Carlos I en 1625. Estuviera esto justificado o no, Jonson se sintió dejado de la lado por la nueva corte, y una disputa dañó para siempre su carrera de escritor de mascaradas, aunque continuó entreteniendo a la corte regularmente. Por su parte, Carlos mostró que también sentía aprecio por el gran poeta de la época de su padre, e incrementó su pensión anual 100 £ a lo que incluía un tierce (antigua medida inglesa, aproximadamente 159 litros) de vino.
Sufrió otros infartos, pero Jonson continuó escribiendo. Antes de morir en 1637, tras salvar a su amado Shakespeare, estuvo trabajando en otra obra The Sad Shepherd de la que solo existen dos actos. Esto implica un cambio de dirección en la escritura de Jonson hacia el género pastoral. Está enterrado en la Abadía de Westminster bajo la inscripción «O Rare Ben Jonson». Se ha sugerido que esto puede también leerse como «Orare Ben Jonson» («orar por Ben Jonson»), lo que indicaría un retorno al catolicismo durante su lecho de muerte. El hecho de que fuera enterrado de pie indica que se encontraba empobrecido al momento de su muerte.

## Su obra

### Teatro
Además de dos tragedias que no consiguieron impresionar al público renacentista y que no han ganado en reputación desde entonces, el trabajo de Jonson para los teatros se centra en la comedia. Estas obra varían en algunos aspectos. Las obras tempranas menores, especialmente aquellas escritas para los boy players (jóvenes adolescentes empleados por las compañías de actores), presentan tramas menos cuidadas y personajes no tan desarrollados que en obras posteriores, escritas para actores adultos. Sus obras más tardías o dotages, especialmente The Magnetic Lady y The Sad Shepherd, exhiben algunos signos de adaptación a las tendencias románticas de la comedia isabelina. 
Con estas excepciones, el estilo cómico de Jonson permaneció constante y fácilmente reconocible. Anuncia su programa en el prólogo de la versión en folio de Every Man in His Humour prometiendo representar «hazañas y lenguaje iguales al que los hombres realmente emplean». Planeó escribir comedias que revivieran las premisas clásicas de la teoría dramática Isabelina, o más bien, dado que se podía asegurar que las comedias inglesas (salvo las peores) descendían de Plauto y Terencio, él pretendía aplicar con rigor esas premisas (Doran, 120ff). Este compromiso tenía su lado negativo: después de The Case is Altered, Jonson evitó los lugares lejanos, los personajes nobles, las tramas románticas y otros elementos de la comedia isabelina. Se centró, por el contrario en la herencia satírica y realista de la comedia nueva. Ubicó sus obras en lugares contemporáneos, usando estereotipos reconocibles para el público, y les hizo actuar de una forma que, si no estrictamente realista, envolvía motivos cotidianos como la avaricia y los celos. A este modelo clásico aplica Jonson dos distintivos que salvan la mímesis de los clásicos de resultar pedante: lo vívido de la representación de la vida de sus personajes y lo complicado de sus tramas. Coleridge, por ejemplo, afirmó que la de El alquimista era una de las tres más perfectas tramas de la literatura.

### Poesía

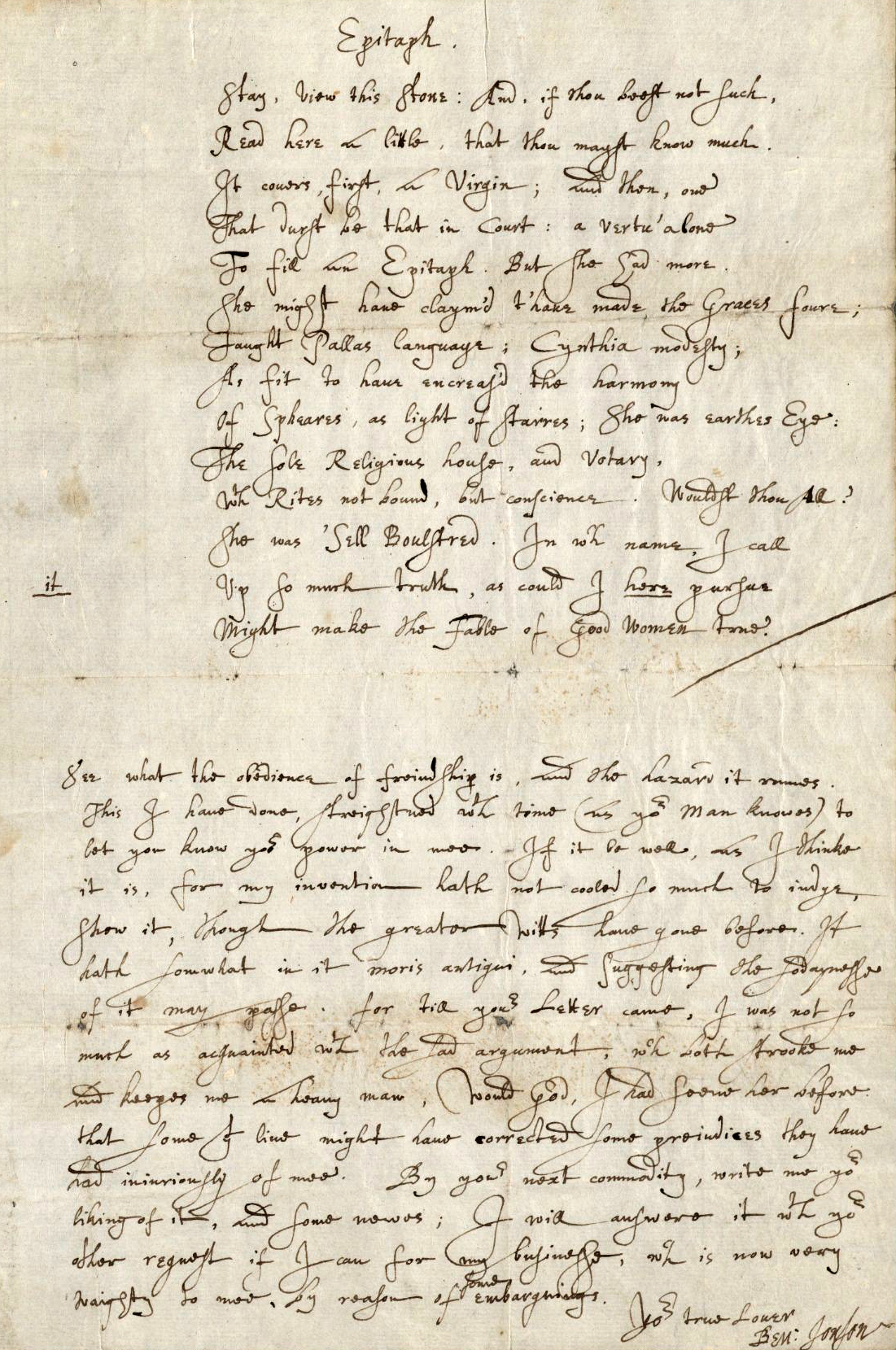
Epitaph for Cecilia Bulstrode, manuscrito, 1609.

La poesía de Jonson, al igual que su drama, está influida por su educación en los clásicos. Algunos de sus poemas más conocidos son adaptaciones cercanas de los modelos griegos o romanos y todos exhiben una cuidadosa atención a la forma y al estilo, tan propio de los escritores conocedores de los clásicos a la manera del humanismo renacentista. Jonson, sin embargo, evitó en gran parte las discusiones sobre la rima y la métrica que habían consumido a otros clasicistas isabelinos como Campion y Harvey. Aceptando igualmente la rima y el acento, Jonson las utiliza para imitar las cualidades clásicas de simplicidad, contención, y precisión. sus epigramas (publicados en el folio de 1616) marcan una iniciación en un género que era muy popular entre el público Isabelino y jacobino. Los epigramas de Jonson exploran diversas actitudes, la mayoría de ellas extraídas de las reservas satíricas del momento: abundan las quejas contra las mujeres, los cortesanos, y los espías. Los poemas condenatorios son cortos y anónimos; Los de alabanza, incluyendo un poema famoso a Camden y líneas a Lucy Harington, son algo más largos y trabajados, y se dedican particularmente a individuos específicos. Los poemas de "El bosque" también aparecieron en el primer folio, se trata de quince poemas, la mayoría de ellos dedicados a los protectores aristocráticos de Jonson. Pero los más famosos son el poema de su casa de campo, A Penshurst y el poema A Celia («Come, my Celia, let us prove») que aparece también en Volpone. Underwoods publicado en una expansión del folio en 1640, es un grupo más grande y heterogéneo de poemas, que contiene A Celebration of Charis (el mayor esfuerzo de Jonson en la poesía amorosa), varios fragmentos de carácter religioso; y otros poemas dedicados incluyendo un poema a Shakespeare y un soneto para Mary Wroth, así como la Execration against Vulcan, entre otros. El volumen de 1640 también contiene tres elegías que se han atribuido a John Donne, pues uno de ellos apareció en los Collected Poems publicados tras la muerte de Donne.

## Relación con Shakespeare
Hay muchas leyendas sobre la rivalidad de Jonson con Shakespeare, algo que en parte puede ser cierto. Drummond dice que durante sus conversaciones, Jonson se burló de aparentes absurdos en las obras de Shakespeare: una frase absurda en Julio César, y que Cuento de invierno está situado en un lugar no existente de Bohemia. Drummond también cita a Jonson diciendo que «a Shakespeare le falta arte». Si las afirmaciones de Drummond son exactas o no, los comentarios se adecuan con las teorías bien conocidas de Jonson sobre la literatura. 
En Timber, obra publicada tras su muerte que refleja las experiencias prácticas de su vida, Jonson aporta comentarios más completos y conciliadores. Recuerda que se le había comentado que Shakespeare nunca tachaba sus líneas al escribir, y que su respuesta, «podría haber tachado mil» se tomó como malintencionada. Sin embargo, Jonson explica que «él era, de hecho, honesto, y de una naturaleza abierta y libre, tenía una excelente fantasía, ideas valientes, y una expresión apacible, que fluía con tanta facilidad que a veces era necesario pararlo», y concluye que «siempre hubo más en él para elogiar que para perdonar». También, a la muerte de Shakespeare, sostuvo que «él no pertenecía a una edad, sino que es atemporal».
Thomas Fuller cuenta que Jonson y Shakespeare se enfrascaban en eternas discusiones en la Mermaid Tavern, e imagina conversaciones en las que Shakespeare enredaría al más cultivado pero más inflamable Jonson. De que ambos hombres se conocían personalmente no cabe la menor duda, no solamente debido al tono de las referencias que Jonson hacia sobre Shakespeare, sino porque la compañía de Shakespeare produjo algunas de las obras de Jonson, y por lo menos en una de ellas, Every Man in his Humour, Shakespeare actuó. Sin embargo, es imposible decidir cual era su nivel de amistad, y su posible amistad no puede verificarse con lo que sabemos actualmente. 
El segundo de los dos poemas con los que contribuyó a la introducción en verso del First Folio de Shakespeare es el comentario más influyente y revelador de la opinión de Jonson sobre Shakespeare. Este poema, To the memory of my beloved, The author, Mr. William Shakespeare: And what he hath left us, ha contribuido mucho en fomentar la opinión tradicional de que Shakespeare, a pesar de no saber latín ni griego tenía un genio natural. Este poema ha sido empleado frecuentemente para ejemplificar el contraste que Jonson percibía entre sí mismo y el otro autor. El primero, un clasicista disciplinado y erudito, que odiaba la ignorancia y se mostraba escéptico hacia las masas; y el segundo, es representado en el poema como una especie de genio que no estaba sujeto a ninguna regla excepto aquellas que el público exigía. Sin embargo el poema también dice esto: «Yet must I not give Nature all: Thy Art, / My gentle Shakespeare, must enjoy a part». Algunos críticos creen que esta elegía no es más que una convención, pero cada vez más de ellos lo ven como un sentido tributo al «dulce cisne del Avon» (como apodó a Shakespeare), el «alma de la época». Se ha argumentado que Jonson colaboró en editar esta obra, y que pudo servirle de inspiración para escribir el poema, por seguro uno de los mejores, pues muchos de sus trabajos no habían sido publicados o lo habían sido en versiones poco satisfactorias.

## Obra conservadas

### Piezas teatrales
- A Tale of a Tub, comedia (ca. 1596, impresa en 1640)
- The Case is Altered, comedia (ca. 1597-8, impresa en 1609), posiblemente con Henry Porter y Anthony Munday
- Every Man in His Humour, comedia (representada en 1598, impresa en 1601)
- Every Man out of His Humour, comedia (representada en 1599, impresa en 1600)
- Cynthia's Revels (representada en 1600, impresa en 1601)
- The Poetaster, comedia (representada en 1601, impresa en 1602)
- Sejanus: His Fall, tragedia (representada en 1603, impresa en 1605)
- Eastward Ho, comedia (representada e impresa en 1605), en colaboración con John Marston y George Chapman
- Volpone, comedia (ca. 1605-6; impresa en 1607)
- Epicoene, or the Silent Woman, comedia (representada en 1609, impresa en 1616)
- El alquimista, comedia (representada en 1610, impresa en 1612)
- Catiline: His Conspiracy, tragedia (representada e impresa en 1611)
- Bartholomew Fair, comedia (representada en 1614, impresa en 1631)
- The Devil is an Ass, comedia (representada en 1616, impresa en 1631)
- The Staple of News, comedia (representada en 1626, impresa en 1631)
- The New Inn, or The Light Heart, comedia (impresa en 1631)
- The Magnetic Lady, or Humors Reconciled, comedia (licenciada en 1632, impresa en 1641)
- The Sad Shepherd, pastoral (ca. 1637, impresa en 1641), sin acabar.
- Mortimer his Fall, historia (impresa en 1641), fragmento.

### Mascaradas
- The Coronation Triumph o The King's Entertainment (representada el 15 de marzo de 1604, impresa en 1604), con Thomas Dekker
- A Private Entertainment of the King and Queen on May-Day (The Penates) (1 de mayo de 1604, impresa en 1616)
- The Entertainment of the Queen and Prince Henry at Althorp sátira (25 de junio de 1603, impresa en 1604)
- The Masque of Blackness (6 de enero de 1605, impresa en 1608)
- Hymenaei (5 de juni de 1606, impresa en 1606)
- The Entertainment of the Kings of Great Britain and Denmark (The Hours) (24 de julio de 1606, impresa en 1616)
- The Masque of Beauty (10 de enero de 1608, impresa en 1608)
- The Masque of Queens (2 de febrero de 1609, impresa en 1609)
- The Hue and Cry after Cupid or The Masque at Lord Haddington's Marriage (9 de febrero de 1608, impresa en 1608)
- The Speeches at Prince Henry's Barriers o The Lady of the Lake (6 de enero de 1610, impresa en 1616)
- Oberon, the Faery Prince (1 de enero de 1611, impresa en 1616)
- Love Freed from Ignorance and Folly (3 de febrero de 1611, impresa en 1616)
- Love Restored (6 de enero de 1612, impresa en 1616)
- A Challenge at Tilt, at a Marriage (27 de diciembre de 1613/1 de enero de 1614, impresa en 1616)
- The Irish Masque at Court (29 de diciembre de 1613, impresa en 1616)
- Mercury Vindicated from the Alchemists (6 de enero de 1615, impresa en 1616)
- The Golden Age Restored (1 de enero de 1616, impresa en 1616)
- Christmas, His Masque (navidades de 1616, impresa en 1641)
- The Vision of Delight (6 de enero de 1617, impresa en 1641)
- Lovers Made Men o The Masque of Lethe, o The Masque at Lord Hay's (22 de febrero de 1617, impresa en 1617)
- Pleasure Reconciled to Virtue (6 de enero de 1618, impresa en 1641) fue un fracaso, Jonson lo revisó anteponiendo la antimascarada primero, convirtiéndolo en:
- For the Honor of Wales (17 de febrero de 1618, impresa en 1641)
- News from the New World Discovered in the Moon (7 de enero de 1620, impresa en 1641)
- The Entertainment at Blackfriars, or The Newcastle Entertainment (mayo de 1620?)
- Pan's Anniversary, or The Shepherd's Holy-Day (19 de junio de 1620?, impresa en 1641)
- The Gypsies Metamorphosed (3 y 5 de agosto de 1621, impresa en 1640)
- The Masque of Augurs (6 de enero de 1622, impresa en 1622)
- Time Vindicated to Himself and to His Honours (19 de enero de 1623, impresa en 1623)
- Neptune's Triumph for the Return of Albion (26 de enero de 1624, impresa en 1624)
- The Masque of Owls at Kenilworth (19 de agosto de 1624, impresa en 1641)
- The Fortunate Isles and Their Union (9 de enero de 1625, impresa en 1625)
- Love's Triumph Through Callipolis (9 de enero de 1631, impresa en 1631)
- Chloridia: Rites to Chloris and Her Nymphs (22 de febrero de 1631, impresa en)
- The King's Entertainment at Welbeck in Nottinghamshire (21 de mayo de 1633, impresa en 1641)
- Love's Welcome at Bolsover (30 de julio de 1634, impresa en 1641)

### Otras obras
- Epigrams (1612)
- The Forest (1616), incluyendo To Penshurst
- A Discourse of Love (1618)
- Argenis de John Barclay, traducción (1623)
- Execration against Vulcan (1640)
- Horace's Art of Poetry, traducción (1640)
- Underwoods (1640)
- Timber, or Discoveries

### Biografías de Ben Jonson
- Ben Jonson: His Life and Work de Rosalind Miles
- Ben Jonson: His Craft and Art de Rosalind Miles
- Ben Jonson: A Literary Life de W. David Kay
- Ben Jonson: A Life de David Riggs